# Декларація незалежності Венесуели
10°30′20″ пн. ш. 66°54′53″ зх. д. / 10.50550503° пн. ш. 66.91486064° зх. д.

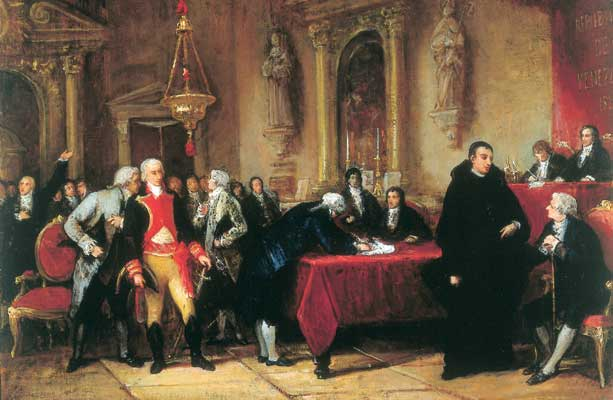
Мартін Товар-і-Товар. Підписання Декларації

Декларація незалежності Венесуели — декларація, прийнята на з'їзді конгресу провінцій Венесуели 5 липня 1811 року, відповідно до якої венесуельці ухвалили рішення відійти від влади іспанської корони з метою створення нової незалежної держави. Нова республіка мала базуватись на принципах рівності громадян, відмові від цензури та свободі слова й думки. Ці принципи було закріплено в першій конституції країни.
Під Декларацією підписались представники семи з десяти провінцій: Каракас, Кумана, Барінас, Маргарита, Барселона, Мерида та Трухільйо.
Три інших провінції (Маракаїбо, Коро та Гуаяна) відмовились брати участь у Декларації та залишились під владою Іспанії.
Головними авторами Декларації незалежності Венесуели були Крістобаль Мендоса та Хуан Ерман Роскіо. Її було ратифіковано Конгресом 7 липня 1811 року.
День підписання Декларації відзначається у Венесуелі як День незалежності. Оригінал протоколу першого Конгресу Венесуели зберігається в Палаці парламенту, в Каракасі.